# Норбери, Крис
Кри́стофер (Крис) Но́рбери (англ. Christopher (Chris) Norbury; род. 14 августа 1986) — английский профессиональный игрок в снукер.

## Карьера
Получил статус профессионала в 2003 году, но в мэйн-туре появился только в 2005-м после чемпионата Европы среди игроков до 19 лет, где он занял второе место. В том же году Норбери достиг пока что лучшего для себя результата — 1/32 финала Гран-при. Через некоторое время он всё же выбыл из мэйн-тура и вернулся в сезоне 2009/10 после того, как финишировал девятым в серии PIOS. Несмотря на то, что обычно снукеристам из PIOS достаётся только восемь мест в мэйн-тур, Норбери получил право выступать в туре как восьмой в рейтинге из-за того, что Шайлеш Джогия получил своё место в туре по уайлд-кард, хоть он и был в числе восьмёрки лучших. Два сенчури брейка в проигранном матче первого раунда квалификации к чемпионату мира 2010 не спасли Норбери от очередного выбывания из мэйн-тура.